# Tenant Chilumba
Tenant Chilumba (né le 22 juin 1972 à Kitwe en Zambie) est un footballeur international zambien, qui évoluait au poste de milieu de terrain, avant de devenir ensuite entraîneur.

## Biographie

### Carrière de joueur

#### Carrière en sélection
Avec l'équipe de Zambie, il joue entre 1993 et 1998. 
Il figure dans le groupe des sélectionnés lors des Coupes d'Afrique des nations de 1994 et de 1996. La sélection zambienne atteint la finale de la compétition en 1994, en étant battu par le Nigeria.
Il joue également un match face à la République démocratique du Congo comptant pour les éliminatoires de la coupe du monde 1998.

## Palmarès
Zambie
- Coupe d'Afrique des nations :
  - Finaliste : 1994.